# Nati nel 1657
| Questa pagina contiene informazioni ricavate automaticamente dalle voci biografiche con l'ausilio del template Bio e di un bot. L'aggiornamento è periodico e automatico e ricostruisce completamente la pagina. Se manca una persona in questa lista, sei pregato di non aggiungerla, ma accertati piuttosto che la sua voce biografica contenga il template Bio e che i dati anagrafici siano correttamente compilati. Se il template Bio manca, inseriscilo tu stesso o, in alternativa, metti l'avviso {{tmp\|Bio}} che ne segnala la mancanza. Se i dati riportati sono sbagliati, correggi direttamente la voce biografica; le modifiche saranno visibili in questa lista entro pochi giorni. Per chiarimenti vedi il progetto biografie. La lista contiene solo le 81 persone che sono citate nell'enciclopedia e per le quali è stato implementato correttamente il template Bio. Pagina aggiornata al 27 gen 2025. |

## Gennaio(9)
- 3 gennaio - Domenico Pelli, architetto e imprenditore svizzero († 1728)
- 9 gennaio - Johann Friedrich II von Alvensleben, politico e diplomatico tedesco († 1728)
- 13 gennaio - Ilario Spolverini, pittore italiano († 1734)
- 17 gennaio - Pieter van Bloemen, pittore e incisore fiammingo († 1720)
- 18 gennaio - Enrico Casimiro II di Nassau-Dietz, nobile († 1696)
- 21 gennaio - Francesco Cupani, botanico italiano († 1710)
- 25 gennaio - Giuseppe Nicola Nasini, pittore italiano († 1736)
- 26 gennaio - William Wake, arcivescovo anglicano inglese († 1737)
- 31 gennaio - Benedetto Falconcini, vescovo cattolico, giurista e scrittore italiano († 1724)

## Febbraio(5)
- 3 febbraio - Francesco Arisi, avvocato, poeta e storico italiano († 1743)
- 8 febbraio - Alessandro Falconieri, cardinale italiano († 1734)
- 9 febbraio - Gaetano Gambacorta, nobile italiano († 1703)
- 11 febbraio - Bernard le Bovier de Fontenelle, avvocato, scrittore e aforista francese († 1757)
- 27 febbraio - Juan Álvaro Cienfuegos Villazón, cardinale e arcivescovo cattolico spagnolo († 1739)

## Marzo(6)
- 1º marzo - Miklós Pálffy, militare ungherese († 1732)
- 6 marzo - Augusta Maddalena d'Assia-Darmstadt, poetessa tedesca († 1674)
- 18 marzo - Giuseppe Ottavio Pitoni, compositore italiano († 1743)
- 20 marzo - Luigi Omodei, cardinale italiano († 1706)
- 24 marzo - Arai Hakuseki, filosofo, scrittore e politico giapponese († 1725)
- 27 marzo - Isaac Papin, religioso, filosofo e teologo francese († 1709)

## Aprile(3)
- 16 aprile - Thomas Fairfax, V lord Fairfax di Cameron, politico britannico († 1710)
- 16 aprile - Otto Friedrich von der Groeben, militare e esploratore prussiano († 1728)
- 28 aprile - Carlo Borromeo Arese, nobile e politico italiano († 1734)

## Maggio(2)
- 1º maggio - Filippo della Torre, vescovo cattolico, antiquario e numismatico italiano († 1717)
- 25 maggio - Henri-Pons de Thiard de Bissy, cardinale e vescovo cattolico francese († 1737)

## Giugno(3)
- 10 giugno - Thierry Ruinart, storico francese († 1709)
- 15 giugno - Domenico Ballati-Nerli, vescovo cattolico italiano († 1748)
- 17 giugno - Louis Ellies Dupin, storico francese († 1719)

## Luglio(8)
- 8 luglio - Abraham de Peyster, politico statunitense († 1728)
- 11 luglio - Federico I di Prussia, sovrano († 1713)
- 12 luglio - Federico Guglielmo III di Sassonia-Altenburg, duca tedesco († 1672)
- 17 luglio - Bianca Teresa Massei Bonvisi, filantropa italiana († 1714)
- 21 luglio - Marcello d'Aste, cardinale e arcivescovo cattolico italiano († 1709)
- 23 luglio - Francesco Paolo Nicolai, arcivescovo cattolico italiano († 1731)
- 24 luglio - Jean-Mathieu de Chazelles, cartografo e astronomo francese († 1710)
- 25 luglio - Philipp Heinrich Erlebach, compositore tedesco († 1714)

## Agosto(6)
- 3 agosto - Domenico Bernini, storico e biografo italiano († 1723)
- 9 agosto - Pierre-Étienne Monnot, scultore francese († 1733)
- 9 agosto - Giulio Resta, vescovo cattolico italiano († 1743)
- 15 agosto - Giovanni Bonaventura Neri Badia, giurista italiano († 1752)
- 25 agosto - Antonio del Giudice, nobile e ambasciatore italiano († 1733)
- 30 agosto - Philipp Peter Roos, pittore tedesco († 1706)

## Settembre(3)
- 10 settembre - Tommaso d'Aquino, vescovo cattolico italiano († 1732)
- 17 settembre - Sof'ja Alekseevna Romanova, nobile russa († 1704)
- 29 settembre - Enrico di Sassonia-Weissenfels-Barby, nobile tedesco († 1728)

## Ottobre(4)
- 1º ottobre - Raimondo Recrosio, vescovo cattolico italiano († 1732)
- 4 ottobre - Francesco Solimena, pittore e architetto italiano († 1747)
- 8 ottobre - Wigerus Vitringa, pittore olandese († 1725)
- 26 ottobre - Filippo di Sassonia-Merseburg-Lauchstädt, duca († 1690)

## Novembre(6)
- 9 novembre - Lord Thomas Howard, nobile inglese († 1689)
- 11 novembre - Guido von Starhemberg, generale austriaco († 1737)
- 12 novembre - Anna Dorotea di Sassonia-Weimar, religiosa tedesca († 1704)
- 26 novembre - William Derham, filosofo, teologo e scienziato inglese († 1735)
- 26 novembre - Michael Bernhard Valentini, medico tedesco († 1729)
- 28 novembre - Filippo Prospero di Spagna, nobile spagnolo († 1661)

## Dicembre(5)
- 2 dicembre - Francesco Antonio di Hohenzollern-Haigerloch, conte tedesco († 1702)
- 15 dicembre - Michel-Richard Delalande, compositore e musicista francese († 1726)
- 15 dicembre - Luigi Tommaso di Savoia-Soissons, militare italiano († 1702)
- 21 dicembre - Catherine Sedley, nobile britannica († 1717)
- 28 dicembre - Domenico Rossi, architetto svizzero († 1737)

## Senza giorno specificato(21)
- Martino Altomonte, pittore italiano († 1745)
- Francesco Aprile, scultore italiano († 1710)
- Cristoforo Benedetti, architetto e scultore italiano († 1740)
- Giorgio Bonola, pittore italiano († 1700)
- Vincenzo Felici, scultore italiano († 1715)
- Charles FitzCharles, I conte di Plymouth, militare inglese († 1680)
- Ferdinando Galli da Bibbiena, architetto e scenografo italiano († 1743)
- Miguel Francisco Guerra, presbitero e politico spagnolo († 1729)
- Elizabeth Villiers, nobile britannica († 1733)
- Jacob de Heusch, pittore e incisore olandese († 1701)
- Jean-Baptiste Nolin, incisore francese († 1725)
- John Norris, filosofo britannico († 1711)
- Vicente Pérez de Araciel y Rada, nobile e politico spagnolo († 1734)
- Christopher Rich, avvocato e impresario teatrale inglese († 1714)
- Jacques Savary des Brûlons, funzionario e scrittore francese († 1716)
- Imre Thököly, nobile e condottiero ungherese († 1705)
- Andrea Tirali, architetto italiano († 1737)
- Sébastien Truchet, matematico, ingegnere e religioso francese († 1729)
- Vincenzo Tuccari, pittore italiano († 1734)
- Joseph Vivien, pittore francese († 1734)
- Wilhelm von Leslie, vescovo cattolico austriaco († 1727)